# سی تل (ایرانشهر)
سی تل، روستایی در دهستان حومه بخش مرکزی شهرستان ایرانشهر در استان سيستان و بلوچستان ایران است.

## جمعیت
بر پایه سرشماری عمومی نفوس و مسکن در سال ۱۳۹۵، جمعیت این روستا برابر با ۲۷۴ نفر (۸۰ خانوار) بوده‌است.